# Селифонтов, Воин Калинникович
Воин Калинникович Селифонтов (? — после 1659, Харьков) — русский воевода, основатель Харьковской крепости на месте харьковского городища. Считается одним из первых исторически достоверных лиц, причастных к основанию города Харькова.

## Ранние годы
О ранних годах и месте службы Воина Селифонтова доподлинно ничего не известно.

## Харьковский и хорошевский воевода
В 1655 году Воин Селифонтов был назначен особым воеводой над хорошевскими и харьковскими черкасами, с подчинением чугуевскому воеводе Осипу Сухотину. 28 марта 1656 года был издан официальный указ царя Алексея Михайловича чугуевскому воеводе Сухотину, который предписывал:

Змиевских, Мохначевских, Печенежских, Харьковских и Хорошевских черкас ни в чём не ведать, так как в Чугуевском уезде велено быть для городового строенья, в Змиеве — Якову Хитрово, а в Харьковом — Воину Селифонтову. А если ты … узнаешь о приходе воинских людей татар, то должен будешь ссылаться с Яковом Хитрово и Воином Селифонтовым, чтобы сообща эти новые города и живущих в них служилых черкас в плен и расхищение не выдать.

Фактически указом царя учреждалось отдельное Харьковское воеводство во главе с Воином Селифонтовым.

## Основатель Харьковской крепости
По обычаю новому воеводе был дан наказ, устанавливающий его круг обязанностей. Селифонтову была поручена организация строительства городской крепости по общему московскому типу, центрального укрепления. В течение 1656-1659 годов он руководил постройкой новой деревянной крепости на месте современной центральной части Харькова (Университетская горка).
При осуществлении этого проекта Селифонтов испытал большие затруднения. Горожане, устроили острог по чертежу чугуевского воеводы, но очень низкий и редкий, с наложенными сверху острожинами. Требовалась существенная перестройка острога. Когда Селифонтов составил смету на постройку нового острога и приказал каждому поселенцу доставить нужное по разверстке число бревен, с тем чтобы они острожины ставили в землю и прикрепляли их вплотную друг к другу, то они отказались делать это и заявили, что это им невмочь и что они разбредутся от этого врознь, потому что они людишки бедные, голодные, пашни ещё не распахали, хлебом не обзаводились и дворами не построились, а когда со всем этим управятся, тогда они готовы выстроить острог и по указанному образцу. Селифонтов жаловался царю, что поставить острог нигде кроме городища невозможно — другого места не имеется, уменьшить острога нельзя, ибо все городище занято дворами и, следовательно, должно быть защищено — между тем поселенцы его не слушают, крепости не строят, по вестям на сторожи не ездят, в приказную избу сторожей и денщиков не дают, а только беспрестанно пьют и бражничают и унять их нечем. Селифонтов спрашивал, как ему следовало поступить в виду изложенных обстоятельств. Донесение Воина Селифонтова о непослушании черкас, составленное царю Алексею Михайловичу в 1657 году, является одним из первых известных письменных упоминаний о создании города Харькова:
Эта отписка была сообщена государю, который велел отправить в Харьков к черкасам указ, где приказывал им «быть в послушании воеводе Селифонтову — острог делать, новых дорог не прокладывать, чтобы ими татары не пришли, иначе татары придут и заберут их в плен и тем причинят разорение.»
К 1659 году основная часть крепости в Харькове по московскому типу была возведена. Она считалась собственно городом и принадлежала казне. Внутри крепости основными строениями была деревянная Успенская церковь, построенная в 1657—1658 годах, приказная изба, государев двор, где располагались непосредственно апартаменты Воина Селифонтова, и пороховой погреб.

## Смерть
О смерти Воина Селифонтова нет доподлинных сведений, известно только, что произошла она после 1659 года.

## Примечание
1. 1 2  Документальные данные об основании Харькова, собранные Д. И. Багалеем и Д. П. Миллером. Дата обращения: 19 марта 2011. Архивировано из оригинала 12 ноября 2011 года.
2. ↑  Официальный сайт Харьковской ОГА. Дата обращения: 19 марта 2011. Архивировано 16 апреля 2011 года.
3. ↑  Ковалев К. Возраст Харькова зависит от… харьковчан. Дата обращения: 19 марта 2011. Архивировано 11 июня 2016 года.
4. ↑  Лейбфрейд А. Ю. Полякова Ю. Ю. Харьков от крепости до столицы. — Харьков: Фолио, 1998. — с. 7-8.